# Bertil Nordahl
Karl Bertil Emanuel Nordahl, född 26 juli 1917 i Hörnefors, död 1 december 1998 i Degerfors, fotbollsspelare och tränare, allsvensk i Degerfors IF och 15-faldig landslagsman under åren 1945–1948. Bertil Nordahl spelade i det svenska landslag, som tog OS-guld i London 1948.
Bertil Nordahl fick sitt genombrott 1945 i Pressens lag, som nominerats av tidningarnas sportskribenter, och som besegrade Sveriges landslag med 4–1. Hans position på planen var centerhalvback.
För sina insatser vid OS i London tilldelades han Guldbollen 1948 och året därefter blev han som andre svensk professionell spelare i Italien. Hans broder Gunnar hade skrivit på för AC Milan en vecka tidigare. Bertil Nordahl spelade tre säsonger för Atalanta BC innan en skada tvingade honom att avsluta proffskarriären, varpå han flyttade tillbaka till Degerfors. I Atalanta var han en mycket uppskattad spelare, och han var även lagkapten under en period.
Bertil Nordahl hade inlett karriären som centerforward/inner i Hörnefors, men han skolades senare om till centerhalv, och blev en stor profil i Degerfors IF innan han flyttade till Italien.
Efter spelarkarriären var Bertil Nordahl tränare i ett antal klubbar, bland andra Örebro SK och IK Brage.
Bertil Nordahl hade fyra bröder som spelade fotboll: Gunnar och Knut samt tvillingarna Gösta och Göran.